# Thecla kalikimaka
Thecla kalikimaka är en fjärilsart som beskrevs av Clench 1944. Thecla kalikimaka ingår i släktet Thecla och familjen juvelvingar. Inga underarter finns listade i Catalogue of Life.